# Sarin (Fahiria)
Sarin ist eine osttimoresische Aldeia im Suco Fahiria (Verwaltungsamt Aileu, Gemeinde Aileu). 2015 lebten in der Aldeia 560 Menschen.

## Geographie
Sarin nimmt den gesamten Südwesten des Sucos Fahiria ein. Nordöstlich liegen die Aldeias Fahiria und Manulete. Im Westen befinden sich die Sucos Aissirimou und Seloi Malere mit der Gemeindehauptstadt Aileu und im Süden die Sucos Lausi und Bandudato. Die Westgrenze bildet fast vollständig der Mumdonihun, der im Süden sich mit dem vom Westen kommenden Manolane vereinigt und dann nach Osten als Monofonihun abfließt. Am Zusammenfluss dehnt sich Sarin über die Flüsse aus und bildet am Westufer kleine Exklaven beiderseits des Manolane. Der Monofonihun markiert nun die Südgrenze zu Lausi. Alle Flüsse gehören zum System des Nördlichen Laclós.
Im Norden liegt am Ostufer des Mumdonihun das Dorf Eracolbere. Das Dorf Sarin liegt östlich des Zusammenflusses, während sich das Dorf Mantane in der Exklave südlich des Manolane und westlich des Monofonihun befindet. Auch die Exklave nördlich des Manolane ist dicht besiedelt. Beide Exklaven sind mit einer Bogenbrücke verbunden, über welche die Überlandstraße von Aileu nach Ainaro führt. In Mantane steht die einzige Grundschule der Aldeia.

## Politik
2023 wurde Altur da Silva Pinheiro zum Chefe de Aldeia gewählt.